# Diekirch (kommun)
Kommunen Diekirch (franska: Commune de Diekirch, luxemburgiska: Gemeng Dikrech, tyska: Gemeinde Diekirch) är en kommun med stadsstatus i kantonen Diekirch i nordöstra Luxemburg. Kommunen har 7 168 invånare (2022), på en yta av 12,42 km². Den utgörs av huvudorten Diekirch med omgivande landsbygd.

## Vänorter
Diekirch har följande vänortssamarbeten:
- Arlon, Belgien
- Bitburg, Tyskland
- Hayange, Frankrike
- Monthey, Schweiz
- Liberty, Missouri, USA